# Osman Achmatowicz

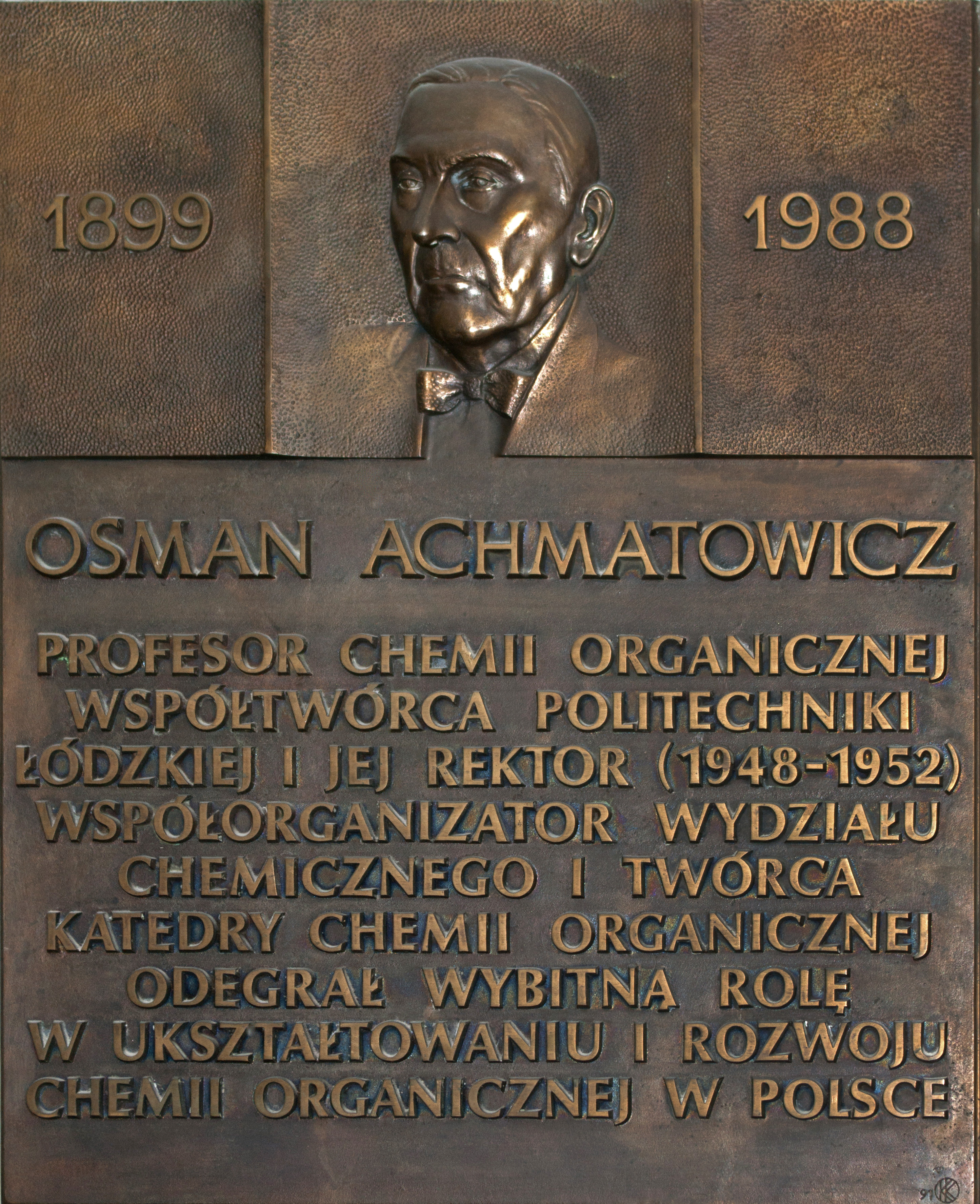
Tablica upamiętniająca Osmana Achmatowicza w budynku Wydziału Chemicznym Politechniki Łódzkiej

Osman Achmatowicz (ur. 16 marca 1899 w Bergaliszkach, zm. 4 grudnia 1988 w Warszawie) – chemik organik polski pochodzenia tatarskiego, z książęcego rodu h. Kotwica, przydomku Starzyński, wiernego Polsce od bitwy pod Grunwaldem w 1410 roku, od uczestnika której bezpośrednio i w linii prostej się wywodził.

## Życiorys
Urodził się w 16 marca 1899 w Bergaliszkach, woj. wileńskim, w rodzinie Aleksandra, adwokata, ministra sprawiedliwości Republiki Krymskiej i jej senatora, później senatora II RP, i Emilii z Kryczyńskich. Miał pięciu braci i dwie siostry: Bohdana (zm. 1916); Leona (zm. 1974), chirurga, żołnierza 2 Korpusu Polskiego we Włoszech; Aleksandra (Iskandra) (zm. 1941), porucznika WP, sędziego, zamordowanego na Białorusi; Macieja (zm. w dzieciństwie); Konstantego (Kerima) (zm. po 24 czerwca 1941 na terenie ZSRR), podporucznika WP, sędziego, aresztowanego przez NKWD; Helenę (zamężną Rodkiewicz (zm. 1942) rozstrzelaną wraz z mężem i synem przez sowieckich partyzantów pod Lidą; Tamarę I v. Anatolową Kryczyńską, II v. Aleksandrową Sulkiewicz, osiadłą po II wojnie światowej w Londynie.
Ukończył w 1916 Korpus Paziów w Piotrogrodzie i zdał maturę, następnie rozpoczął studia w tamtejszym Instytucie Górniczym, przerwane przez wybuch rewolucji październikowej. W 1919 kontynuował studia na Wydziale Matematyczno-Przyrodniczym Uniwersytetu Stefana Batorego w Wilnie. W 1920 roku, jako ułan Pułku Ułanów Tatarskich, brał udział w wojnie polsko-bolszewickiej.
W 1925 roku ukończył studia na Uniwersytecie Stefana Batorego w Wilnie. Członek korporacji akademickiej Konwent Polonia. W latach 1928–1930 dzięki stypendium Funduszu Kultury Narodowej odbył studia w Oksfordzie, zakończone doktoratem z filozofii. W 1933 habilitował się w uniwersytecie w Wilnie. Był profesorem w Katedrze Chemii Farmaceutycznej i Toksykologicznej Uniwersytetu Warszawskiego (1934–1939). W latach 1934–1939 był dziekanem Wydziału Farmaceutycznego Uniwersytetu Warszawskiego.
W okresie okupacji niemieckiej brał udział w tajnym nauczaniu akademickim w Warszawie i Częstochowie.
Po wojnie był organizatorem i profesorem Wydziału Chemicznego Politechniki Łódzkiej (1946–1953 – także jej rektorem), następnie profesorem Uniwersytetu Warszawskiego (1953–1969).
Od 1945 członek Polskiej Akademii Umiejętności, od 1952 członek korespondent, od 1961 członek rzeczywisty Polskiej Akademii Nauk, od 1984 Towarzystwa Naukowego Warszawskiego. Członek rad naukowych wielu stowarzyszeń naukowych, laureat nagrody państwowej I stopnia (1964). Wiceminister szkolnictwa wyższego (1953–1959), Dyrektor Instytutu Kultury Polskiej w Londynie (1964–1969). W 1960 roku został uhonorowany tytułem doktora honoris causa Politechniki Łódzkiej.
Jako wiceminister był jedną z nielicznych osób bezpartyjnych na tym szczeblu w okresie stalinowskim. Ideowo silnie dystansował się od marksizmu oraz komunizmu, hołdował jednak ideałom pozytywistycznym, uważając, że należy brać udział w odbudowie i tworzeniu polskiej nauki w takich warunkach, jakie są możliwe. 
Jego prace dotyczyły chemii organicznej (alkaloidy, steroidy, sulfony) oraz syntezy chemicznej i fitochemii.
Od 1924 jego żoną była Helena ze Staniewiczów, córka prof. Wiktora Staniewicza. Według innego źródła żona nazywała się Barbara Staniewicz i była adiunktem w Instytucie Chemii Organicznej PAN. Z tego małżeństwa pochodzili: Emilia (ur. 1927), Osman (ur. 1931), chemik, odkrywca reakcji Achmatowicza i Selim (ur. 1933), również chemik.
Pochowany na Muzułmańskim Cmentarzu Tatarskim w Warszawie.

## Ordery i odznaczenia
- Order Sztandaru Pracy I klasy (1960)
- Krzyż Komandorski Orderu Odrodzenia Polski (1954)
- Krzyż Oficerski Orderu Odrodzenia Polski (22 lipca 1951)[9]
- Medal 40-lecia Polski Ludowej (1974)
- Medal 10-lecia Polski Ludowej (1955)[10]

- Medal PAN im. Mikołaja Kopernika (1974)